# Cézia
Cézia est une ancienne commune française située dans le département du Jura en région Bourgogne-Franche-Comté.

## Géographie
Cézia est un petit village situé à 496 mètres d’altitude, avec un point culminant à 680 mètres

## Économie
Les habitants travaillent à Arinthod, Oyonnax et Lons-le-Saunier.

## Histoire
Le 1er janvier 2019, Cézia fusionne avec Chemilla, Lavans-sur-Valouse et Saint-Hymetière pour former la commune nouvelle de Saint-Hymetière-sur-Valouse dont la création est actée par un arrêté préfectoral du 11 décembre 2018. Contrairement à une majorité de communes nouvelles, les anciennes communes la composant n'obtiennent pas le statut de commune déléguée.

## Politique et administration
| Période    | Période | Identité           | Étiquette | Qualité |
| ---------- | ------- | ------------------ | --------- | ------- |
| avant 1995 | ?       | Raoul Chavet       | PT        |         |
| 2001       | 2014    | Georges Picod      |           |         |
| 2014       | 2019    | Frédéric Jacquemin | DVD       |         |

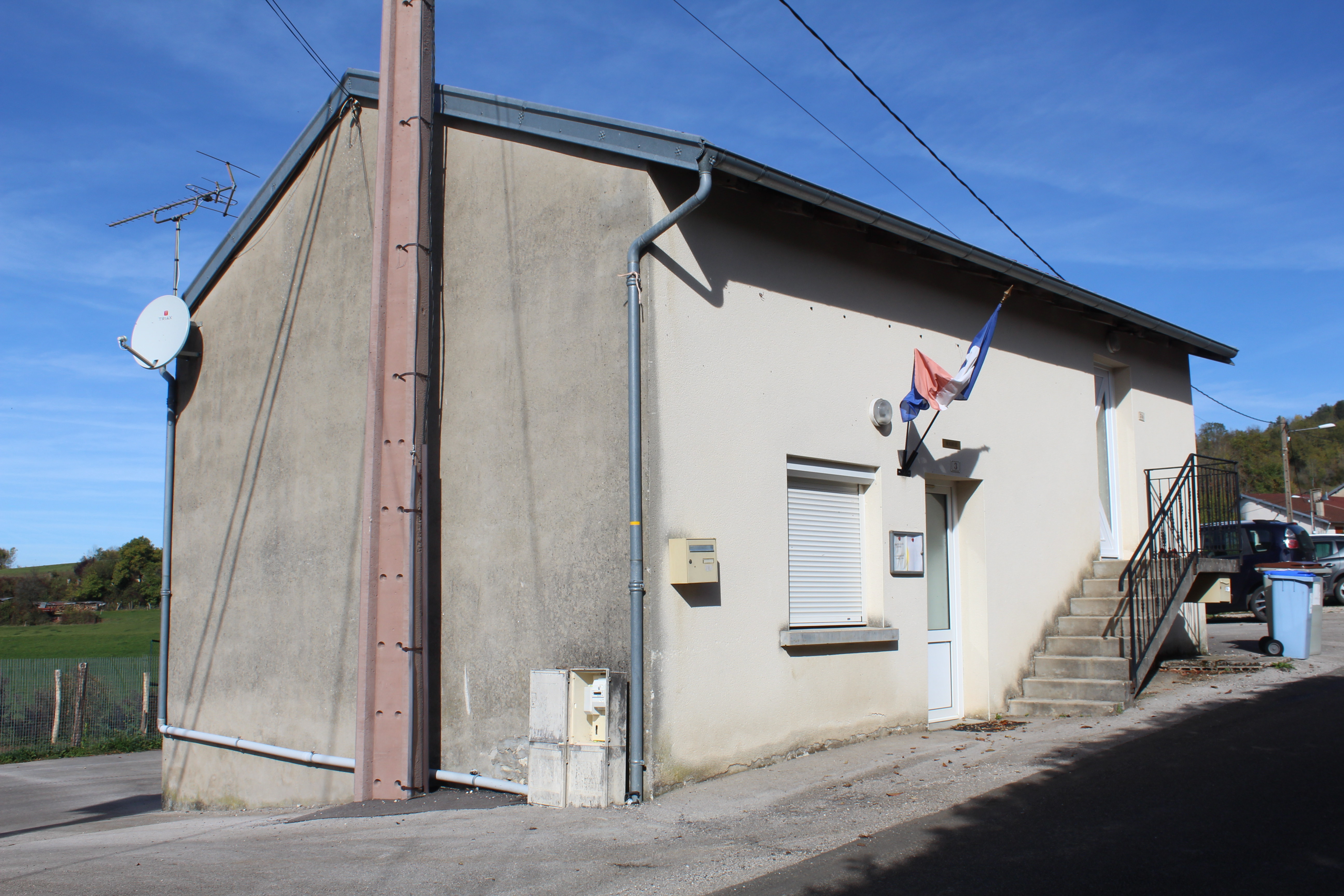
Mairie.

Les enfants de la commune sont généralement scolarisés à Arinthod. La commune possède deux logements communaux.

## Démographie
L'évolution du nombre d'habitants est connue à travers les recensements de la population effectués dans la commune depuis 1793. Pour les communes de moins de 10 000 habitants, une enquête de recensement portant sur toute la population est réalisée tous les cinq ans, les populations de référence des années intermédiaires étant quant à elles estimées par interpolation ou extrapolation. Pour la commune, le premier recensement exhaustif entrant dans le cadre du nouveau dispositif a été réalisé en 2007.

En 2016, la commune comptait 69 habitants, en stagnation par rapport à 2010 (Jura : −0,81 %, France hors Mayotte : +2,11 %).
| 1793 | 1800 | 1806 | 1821 | 1831 | 1836 | 1841 | 1846 | 1851 |
| ---- | ---- | ---- | ---- | ---- | ---- | ---- | ---- | ---- |
| 206  | 194  | 177  | 154  | 173  | 176  | 169  | 177  | 164  |

| 1856 | 1861 | 1866 | 1872 | 1876 | 1881 | 1886 | 1891 | 1896 |
| ---- | ---- | ---- | ---- | ---- | ---- | ---- | ---- | ---- |
| 172  | 147  | 151  | 130  | 135  | 139  | 133  | 119  | 102  |

| 1901 | 1906 | 1911 | 1921 | 1926 | 1931 | 1936 | 1946 | 1954 |
| ---- | ---- | ---- | ---- | ---- | ---- | ---- | ---- | ---- |
| 100  | 88   | 96   | 102  | 94   | 87   | 85   | 90   | 72   |

| 1962 | 1968 | 1975 | 1982 | 1990 | 1999 | 2006 | 2007 | 2012 |
| ---- | ---- | ---- | ---- | ---- | ---- | ---- | ---- | ---- |
| 57   | 48   | 37   | 39   | 46   | 63   | 67   | 68   | 65   |

| 2016 | - | - | - | - | - | - | - | - |
| ---- | - | - | - | - | - | - | - | - |
| 69   | - | - | - | - | - | - | - | - |

## Lieux et monuments
- Chapelle Saint-Didier (XVIIIe siècle), située dans les bois, restaurée en 1935;
- Chapelle Saint-Léger (XIXe siècle), au centre du village.